# Abdullah Al-Shamekh
Abdullah Al-Shamekh (en árabe: عبدالله عبدالكريم الشامخ‎; Riad, 28 de mayo de 1993) es un futbolista saudí que juega en la demarcación de lateral izquierdo para el Al Qadsiah FC de la Liga Profesional Saudí.

## Selección nacional
Hizo su debut con la selección de fútbol de Arabia Saudita el 21 de marzo de 2019 en un encuentro amistoso contra Emiratos Árabes Unidos que finalizó con un resultado de 2-1 a favor del combinado emiratí tras el gol de Abdulfattah Adam para Arabia Saudita, y de Bandar Al-Ahbabi y Ali Mabkhout para Emiratos Árabes Unidos.

## Clubes
| Club                 | País           | Año       | Partidos | Goles |
| -------------------- | -------------- | --------- | -------- | ----- |
| Al Hilal SFC         | Arabia Saudita | 2013-2016 | 14       | 0     |
| Al Raed FC (cedido)  | Arabia Saudita | 2016      | 17       | 0     |
| Al Wehda FC (cedido) | Arabia Saudita | 2016-2017 | 27       | 0     |
| Al Raed FC           | Arabia Saudita | 2017-2019 | 54       | 3     |
| Al-Shabab Club       | Arabia Saudita | 2019-2022 | 46       | 0     |
| Al-Fayha FC          | Arabia Saudita | 2022-2023 | 17       | 0     |
| Al Qadsiah FC        | Arabia Saudita | 2023-     | 1        | 0     |